# Toussieu
Ne doit pas être confondu avec Toussieux.
Toussieu est une commune française, située dans le département du Rhône en région Auvergne-Rhône-Alpes.

## Géographie
La commune de Toussieu est située à 20 km au sud-est de Lyon.
|                           | Saint-Pierre-de-Chandieu |                          |
| Mions (Métropole de Lyon) | Toussieu                 | Saint-Pierre-de-Chandieu |
|                           | Saint-Pierre-de-Chandieu |                          |

### Transports
La commune est desservie par les réseaux TCL du SYTRAL puis le réseau Cars Région Isère de la région Auvergne-Rhône-Alpes.
Lignes TCL :
- Direction Saint-Priest Jules Ferry ou Saint-Pierre-de-Chandieu - Rajat
- T36 Direction Vénissieux - Parilly ou Saint-Jean-de-Bournay (tarification Cars Région Isère)

Une navette TER en direction de Saint-Priest ou Saint-Pierre-de-Chandieu.

### Climat
Pour des articles plus généraux, voir Climat d'Auvergne-Rhône-Alpes et Climat du Rhône.
En 2010, le climat de la commune est de type climat océanique altéré, selon une étude du Centre national de la recherche scientifique s'appuyant sur une série de données couvrant la période 1971-2000. En 2020, Météo-France publie une typologie des climats de la France métropolitaine dans laquelle la commune est dans une zone de transition entre le climat semi-continental et le climat de montagne et est dans la région climatique  Bourgogne, vallée de la Saône, caractérisée par un bon ensoleillement (1 900 h/an), un été chaud (18,5 °C), un air sec au printemps et en été et des vents faibles. 
Pour la période 1971-2000, la température annuelle moyenne est de 11,9 °C, avec une amplitude thermique annuelle de 18 °C. Le cumul annuel moyen de précipitations est de 904 mm, avec 9,4 jours de précipitations en janvier et 6,4 jours en juillet. Pour la période 1991-2020, la température moyenne annuelle observée sur la station météorologique de Météo-France la plus proche, « Luzinay », sur la commune de Luzinay à 8 km à vol d'oiseau, est de 12,7 °C et le cumul annuel moyen de précipitations est de 928,1 mm,. Pour l'avenir, les paramètres climatiques de la commune estimés pour 2050 selon différents scénarios d'émission de gaz à effet de serre sont consultables sur un site dédié publié par Météo-France en novembre 2022.

## Urbanisme

### Typologie
Au 1er janvier 2024, Toussieu est catégorisée ceinture urbaine, selon la nouvelle grille communale de densité à sept niveaux définie par l'Insee en 2022.
Elle appartient à l'unité urbaine de Lyon, une agglomération inter-départementale regroupant 123  communes, dont elle est une commune de la banlieue,,. Par ailleurs la commune fait partie de l'aire d'attraction de Lyon, dont elle est une commune de la couronne,. Cette aire, qui regroupe 397 communes, est catégorisée dans les aires de 700 000 habitants ou plus (hors Paris),.

### Occupation des sols
L'occupation des sols de la commune, telle qu'elle ressort de la base de données européenne d’occupation biophysique des sols Corine Land Cover (CLC), est marquée par l'importance des territoires agricoles (59 % en 2018), en diminution par rapport à 1990 (67,2 %). La répartition détaillée en 2018 est la suivante : 
terres arables (44 %), zones urbanisées (28,1 %), espaces verts artificialisés, non agricoles (9,5 %), zones agricoles hétérogènes (9,4 %), prairies (5,6 %), mines, décharges et chantiers (1,8 %), zones industrielles ou commerciales et réseaux de communication (1,6 %). L'évolution de l’occupation des sols de la commune et de ses infrastructures peut être observée sur les différentes représentations cartographiques du territoire : la carte de Cassini (XVIIIe siècle), la carte d'état-major (1820-1866) et les cartes ou photos aériennes de l'IGN pour la période actuelle (1950 à aujourd'hui).

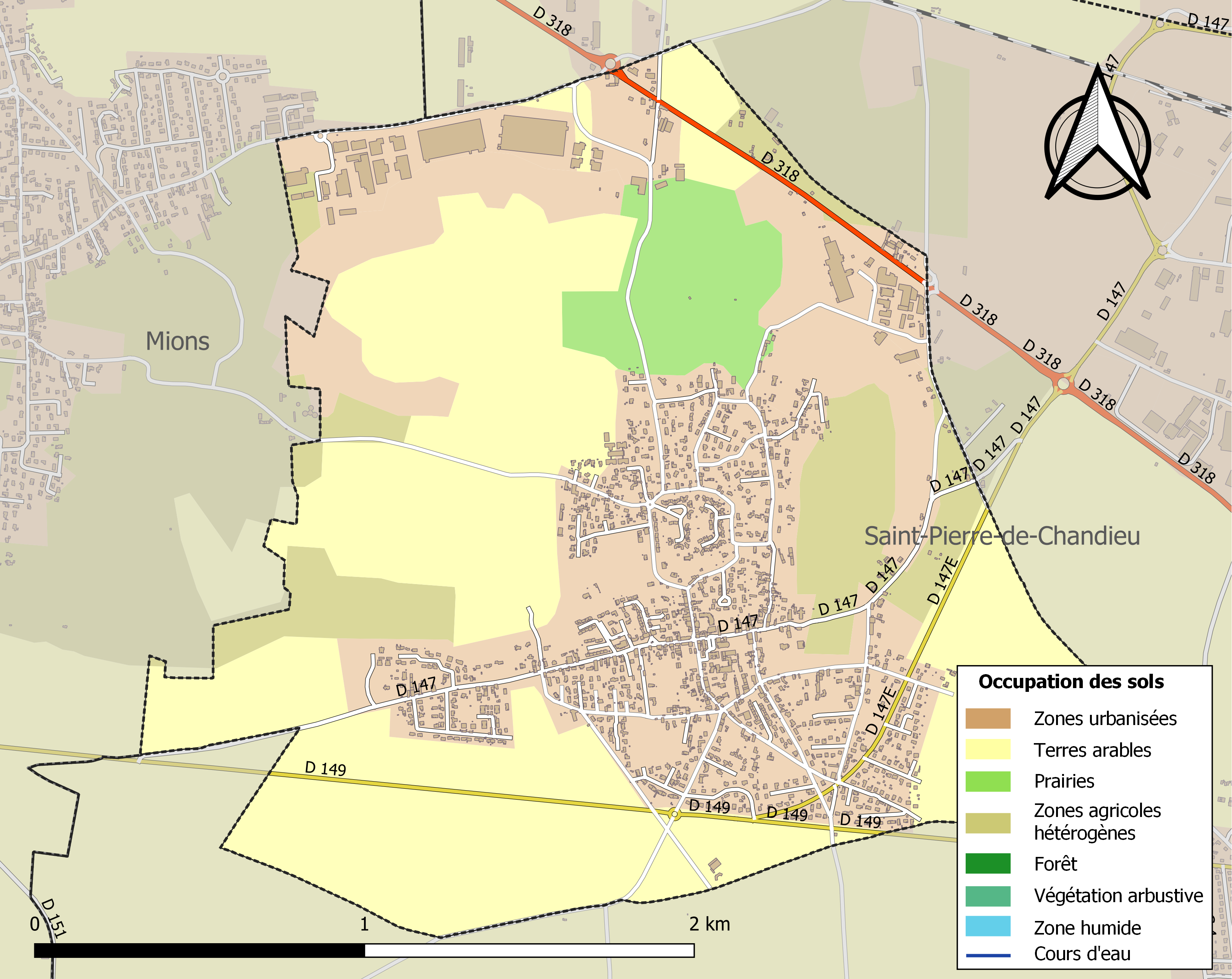
Carte des infrastructures et de l'occupation des sols de la commune en 2018 (CLC).

## Politique et administration

### Rattachements administratifs et électoraux
Dépendant à l'origine du département de l'Isère et du canton d'Heyrieux, la commune de Toussieu est transférée dans le département du Rhône par la loi n°67-1205 du 29 décembre 1967.
Au sein de ce nouveau département, elle rejoint le canton de Saint-Symphorien-d'Ozon, transféré dans les mêmes conditions, mais dont Toussieu ne relevait pas dans le département de l'Isère.
À compter des élections cantonales de 2015, la commune est rattachée au nouveau canton de Genas.

### Liste des maires
| Période                                  | Période       | Identité          | Étiquette      | Qualité |
| ---------------------------------------- | ------------- | ----------------- | -------------- | --- |
| Les données manquantes sont à compléter. |               |                   |                | |
| 1944                                     | ?             | André Badin       |                | |
| mai 1953                                 | mars 1971     | Flavien Duvillard |                | |
| mars 1971                                | mars 1983     | René Gilibert     |                | |
| mars 1983                                | mars 1989     | Albert Duvillard  |                | Dessinateur industriel |
| mars 1989                                | juin 1995     | Michel Jourdan    |                | |
| juin 1995                                | novembre 2024 | Paul Vidal        | DL puis UMP-LR | Ingénieur informatique retraité Conseiller régional d'Auvergne-Rhône-Alpes (2015 → ) Président de la CC de l'Est lyonnais (2014 → 2024)                                                |
| février 2025                             | En cours      | Claude Humbert    | SE             | Responsable réglementation export retraité Premier adjoint au maire (2014 → 2025) Maire par intérim de novembre 2024 à février 2025 Élu à la suite d'une élection municipale partielle |

## Démographie
L'évolution du nombre d'habitants est connue à travers les recensements de la population effectués dans la commune depuis 1793. Pour les communes de moins de 10 000 habitants, une enquête de recensement portant sur toute la population est réalisée tous les cinq ans, les populations de référence des années intermédiaires étant quant à elles estimées par interpolation ou extrapolation. Pour la commune, le premier recensement exhaustif entrant dans le cadre du nouveau dispositif a été réalisé en 2007.

En 2022, la commune comptait 3 186 habitants, en évolution de +7,67 % par rapport à 2016 (Rhône : +3,93 %, France hors Mayotte : +2,11 %).
| 1793 | 1800 | 1806 | 1821 | 1831 | 1836 | 1841 | 1846 | 1851 |
| ---- | ---- | ---- | ---- | ---- | ---- | ---- | ---- | ---- |
| 521  | 512  | 578  | 700  | 780  | 819  | 811  | 856  | 870  |

| 1856 | 1861 | 1866 | 1872 | 1876 | 1881 | 1886 | 1891 | 1896 |
| ---- | ---- | ---- | ---- | ---- | ---- | ---- | ---- | ---- |
| 848  | 864  | 838  | 772  | 748  | 753  | 800  | 701  | 706  |

| 1901 | 1906 | 1911 | 1921 | 1926 | 1931 | 1936 | 1946 | 1954 |
| ---- | ---- | ---- | ---- | ---- | ---- | ---- | ---- | ---- |
| 653  | 669  | 669  | 621  | 646  | 641  | 630  | 595  | 713  |

| 1962 | 1968 | 1975  | 1982  | 1990  | 1999  | 2006  | 2007  | 2012  |
| ---- | ---- | ----- | ----- | ----- | ----- | ----- | ----- | ----- |
| 770  | 968  | 1 134 | 1 517 | 1 651 | 2 019 | 2 323 | 2 367 | 2 456 |

| 2017  | 2022  | - | - | - | - | - | - | - |
| ----- | ----- | - | - | - | - | - | - | - |
| 3 080 | 3 186 | - | - | - | - | - | - | - |

## Culture locale et patrimoine

### Lieux et monuments
La commune abrite une école primaire publique, un stade, l'église et un monuments aux morts.

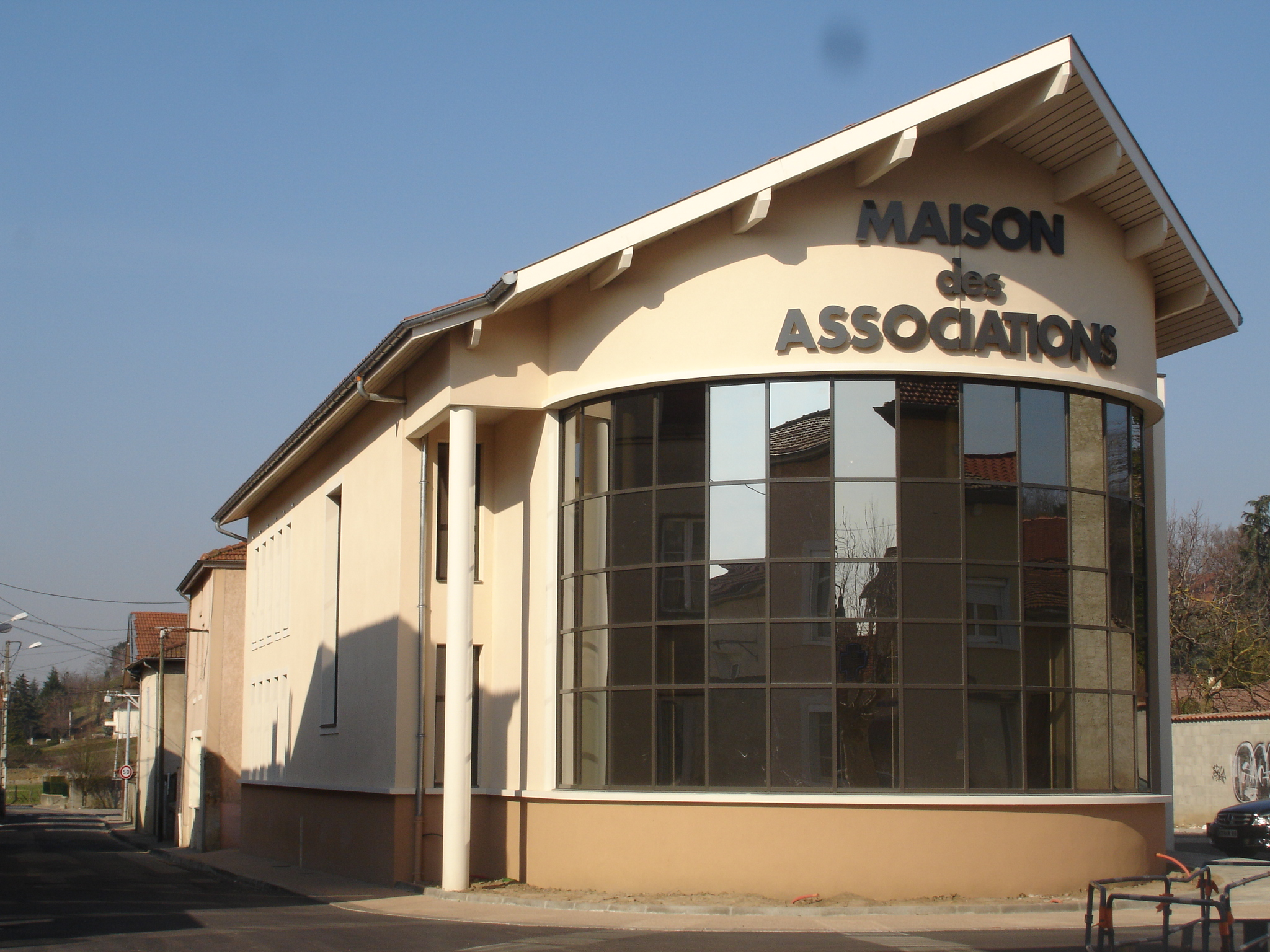
La maison des associations.
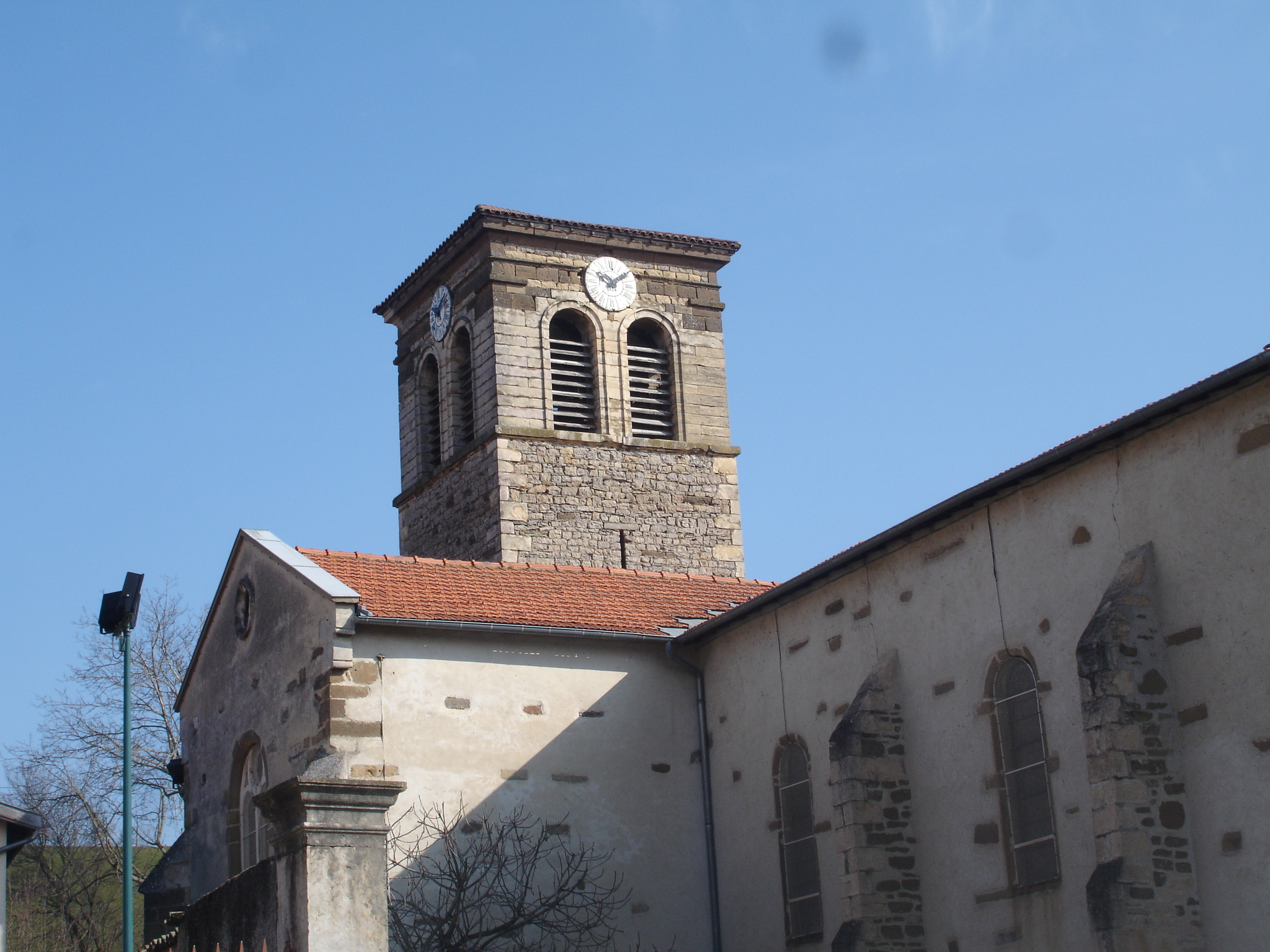
La tour-clocher de l'église.
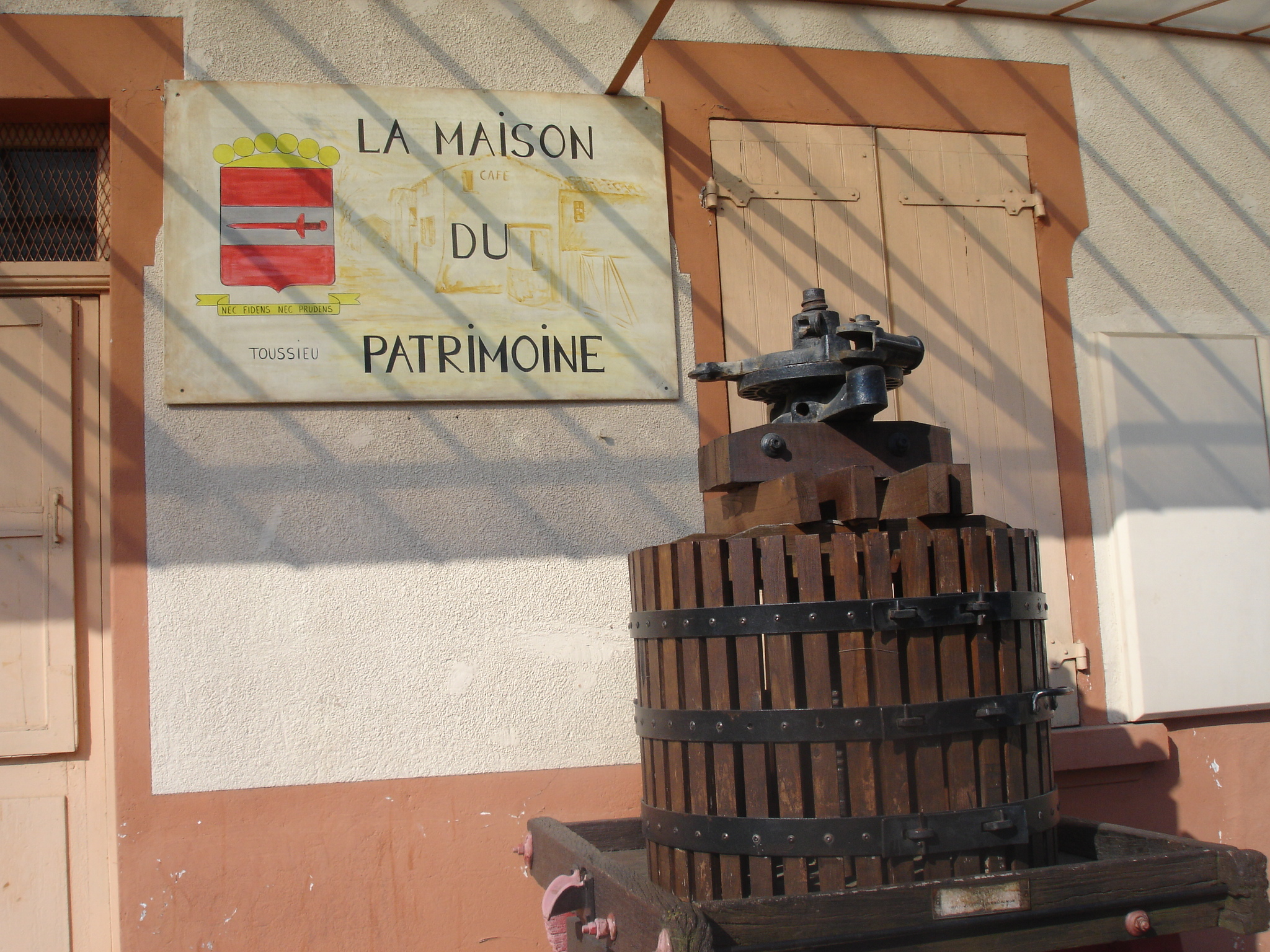
La maison du patrimoine.
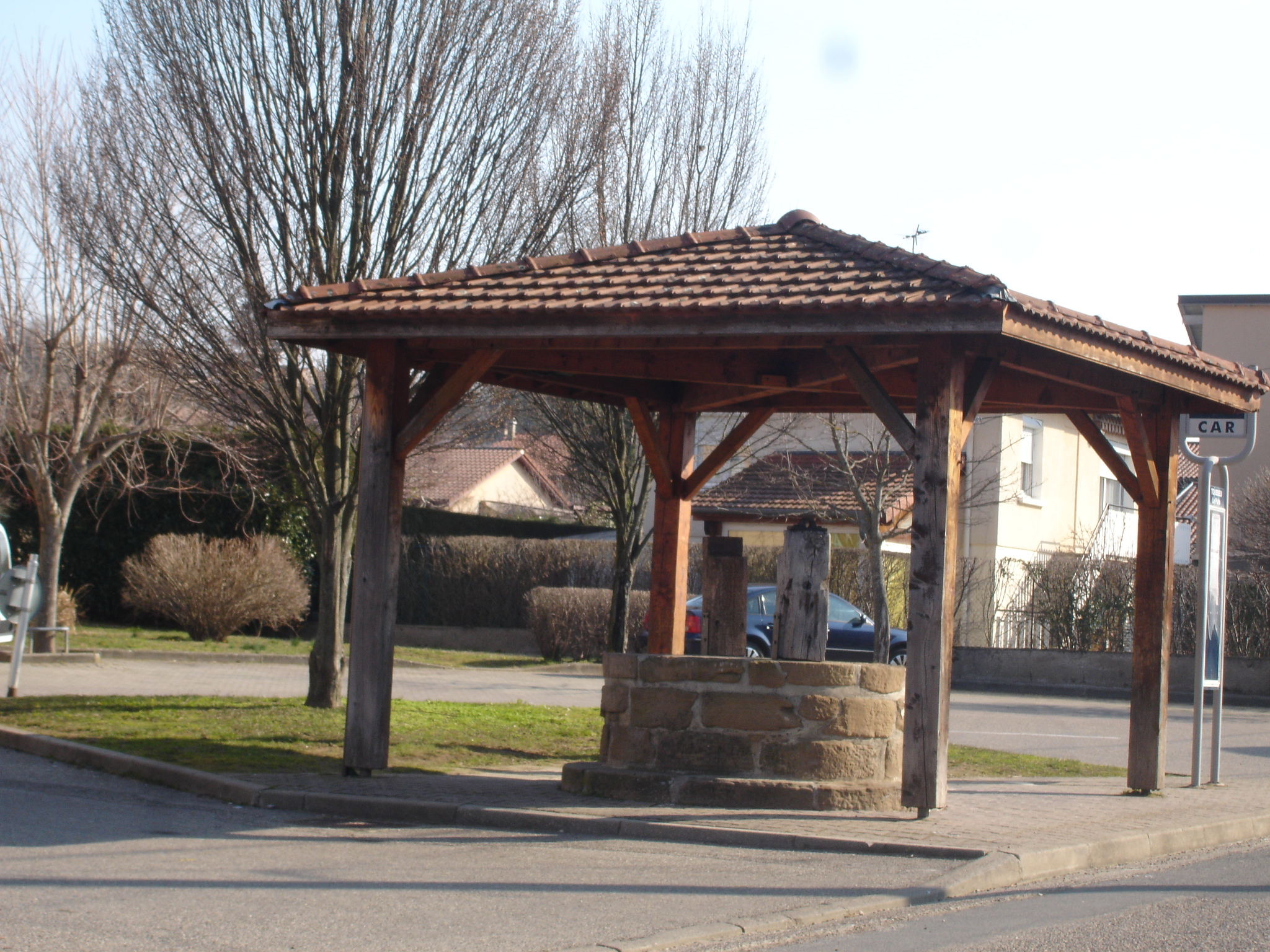
Le puits.

### Héraldique
| Blason de Toussieu | Blason  | De gueules à la fasce d’argent chargée d'une épée du champ posée en fasce. |
| Blason de Toussieu | Détails | - Le blason fait référence à celui de la famille de la Poype, propriétaire de la maison forte de Toussieu de 1180 jusqu'au XVIIe siècle, et qui portait « de gueules à la fasce d'argent ». - Ces armes furent brisées par une épée de gueules, rappelant la participation de Girardet de la Poype à la troisième croisade. Le statut officiel du blason reste à déterminer. |